# Villemoirieu
Villemoirieu és un municipi francès situat al departament de la Isèra i a la regió d'Alvèrnia-Roine-Alps. L'any 2007 tenia 1.759 habitants.

## Demografia

### Població
El 2007 la població de fet de Villemoirieu era de 1.759 persones. Hi havia 588 famílies de les quals 92 eren unipersonals (44 homes vivint sols i 48 dones vivint soles), 196 parelles sense fills, 272 parelles amb fills i 28 famílies monoparentals amb fills.
La població ha evolucionat segons el següent gràfic:
Habitants censats

### Habitatges
El 2007 hi havia 659 habitatges, 604 eren l'habitatge principal de la família, 39 eren segones residències i 16 estaven desocupats. 635 eren cases i 17 eren apartaments. Dels 604 habitatges principals, 534 estaven ocupats pels seus propietaris, 60 estaven llogats i ocupats pels llogaters i 10 estaven cedits a títol gratuït; 4 tenien una cambra, 11 en tenien dues, 42 en tenien tres, 170 en tenien quatre i 377 en tenien cinc o més. 509 habitatges disposaven pel capbaix d'una plaça de pàrquing. A 191 habitatges hi havia un automòbil i a 382 n'hi havia dos o més.

### Piràmide de població
La piràmide de població per edats i sexe el 2009 era:
| Homes | Edats   | Dones |
| ----- | ------- | ----- |
| 0     | 95 o +  | 0     |
| 0     | 90 a 94 | 0     |
| 0     | 85 a 89 | 20    |
| 4     | 80 a 84 | 8     |
| 8     | 75 a 79 | 12    |
| 12    | 70 a 74 | 24    |
| 40    | 65 a 69 | 28    |
| 16    | 60 a 64 | 12    |
| 36    | 55 a 59 | 24    |
| 68    | 50 a 54 | 72    |
| 92    | 45 a 49 | 92    |
| 24    | 40 a 44 | 48    |
| 60    | 35 a 39 | 36    |
| 52    | 30 a 34 | 52    |
| 28    | 25 a 29 | 44    |
| 36    | 20 a 24 | 44    |
| 60    | 15 a 19 | 64    |
| 40    | 10 a 14 | 32    |
| 60    | 5 a 9   | 40    |
| 44    | 0 a 4   | 40    |

## Economia
El 2007 la població en edat de treballar era de 1.194 persones, 868 eren actives i 326 eren inactives. De les 868 persones actives 799 estaven ocupades (423 homes i 376 dones) i 69 estaven aturades (22 homes i 47 dones). De les 326 persones inactives 113 estaven jubilades, 131 estaven estudiant i 82 estaven classificades com a «altres inactius».

### Ingressos
El 2009 a Villemoirieu hi havia 605 unitats fiscals que integraven 1.749 persones, la mediana anual d'ingressos fiscals per persona era de 21.345,5 €.

### Activitats econòmiques
Dels 74 establiments que hi havia el 2007, 6 eren d'empreses de fabricació d'altres productes industrials, 15 d'empreses de construcció, 14 d'empreses de comerç i reparació d'automòbils, 3 d'empreses de transport, 4 d'empreses d'hostatgeria i restauració, 2 d'empreses d'informació i comunicació, 2 d'empreses financeres, 12 d'empreses immobiliàries, 13 d'empreses de serveis, 2 d'entitats de l'administració pública i 1 d'una empresa classificada com a «altres activitats de serveis».
Dels 24 establiments de servei als particulars que hi havia el 2009, 3 eren tallers de reparació d'automòbils i de material agrícola, 3 paletes, 2 guixaires pintors, 2 lampisteries, 8 electricistes, 2 restaurants, 3 agències immobiliàries i 1 saló de bellesa.
L'any 2000 a Villemoirieu hi havia 13 explotacions agrícoles que ocupaven un total de 366 hectàrees.

## Equipaments sanitaris i escolars
El 2009 hi havia 1 escola maternal i 1 escola elemental.

## Poblacions més properes
El següent diagrama mostra les poblacions més properes.